# Rubus alumnus
Rubus alumnus es una especie de planta del género Rubus, perteneciente a la familia Rosaceae.

## Taxonomía
Rubus alumnus fue descrita por Liberty Hyde Bailey en 1923.

## Distribución
Se encuentra en el territorio este de Canadá hasta el centro-norte y este de Estados Unidos.